# Даніло Турсіос
Даніло Турсіос (ісп. Danilo Turcios, нар. 8 травня 1978, Сонагуера, Гондурас) — гондураський футболіст, що грав на позиції півзахисника.
Виступав за національну збірну Гондурасу.

## Клубна кар'єра
У дорослому футболі дебютував 1995 року виступами за команду клубу «Універсідад НАГ», в якій провів шість сезонів, взявши участь у 34 матчах чемпіонату. 
Згодом з 2001 по 2007 рік грав у складі команд клубів «Мотагуа», «Дефенсор Спортінг», «Пеньяроль», «Естудіантес Текос», «Олімпія» та «Коммунікасьйонес».
Своєю грою за останню команду знову привернув увагу представників тренерського штабу клубу «Олімпія», до складу якого повернувся 2007 року. Цього разу відіграв за клуб з Тегусігальпи наступні чотири сезони своєї ігрової кар'єри. Більшість часу, проведеного у складі «Олімпії», був основним гравцем команди.
Протягом 2012 року захищав кольори клубів «Атланта Сільвербекс» та «Реал Сосьєдад».
Завершив професійну ігрову кар'єру у клубі «Ягуарес де УПНФМ», за команду якого виступав 2013 року.

## Виступи за збірну
1999 року дебютував в офіційних матчах у складі національної збірної Гондурасу. Протягом кар'єри у національній команді, яка тривала 12 років, провів у формі головної команди країни 85 матчів, забивши 7 голів.
У складі збірної був учасником розіграшу Золотого кубка КОНКАКАФ 2000 року у США, розіграшу Кубка Америки 2001 року у Колумбії, розіграшу Золотого кубка КОНКАКАФ 2003 року у США та Мексиці, розіграшу Золотого кубка КОНКАКАФ 2005 року у США, чемпіонату світу 2010 року у ПАР.

## Титули і досягнення
- Срібний призер Панамериканських ігор: 1999
- Бронзовий призер Кубка Америки: 2001